# Orien Vernon
Orien Vinton Vernon (McLouth, 7 settembre 1874 – Westland, 24 giugno 1951) è stato un tennista statunitense.

## Carriera
Disputò i tornei di singolare e doppio di tennis ai Giochi olimpici di Saint Louis 1904. Nel torneo singolare fu sconfitto ai sedicesimi mentre nel torneo di doppio, assieme a Wilfred Blatherwick, fu sconfitto agli ottavi.